# Pierre (Dakota du Sud)
Pour les articles homonymes, voir Pierre.
La ville de Pierre (/pɪɹ/ ou /pɪəɹ/ ; en lakota : Čhúŋkaške, littéralement : « fort ») est la capitale de l’État du Dakota du Sud, aux États-Unis. Elle est aussi le siège du comté de Hughes. Fondée en 1880, Pierre est la capitale du Dakota du Sud depuis que celui-ci est devenu un État, le 2 novembre 1889. Selon le recensement de 2010, sa population est de 13 646 habitants. Pierre est la deuxième capitale d’État la moins peuplée des États-Unis après Montpelier, capitale du Vermont.
La ville est le centre d’une agglomération dont la population a été estimée à 19 667 habitants en 2007.
Pierre a été choisie comme capitale en raison de sa position centrale dans l’État.

## Histoire
La ville a été fondée en 1878 sous le nom de Mato. Elle a adopté son nom actuel peu après cette date. Son nom à consonance française vient du Fort Pierre, situé sur l'autre rive du Missouri, lui-même prenant son nom du colon franco-américain, commerçant en fourrures et minerais, Pierre Cadet Chouteau.

## Géographie

### Situation
Selon le Bureau du recensement des États-Unis, la superficie de la ville est de 13,07 milles carrés (33,85 km2), dont seulement 0,06 % est de l'eau.
Pierre est situé sur des falaises rugueuses surplombant la rive est du Missouri. Il se trouve à une dizaine de kilomètres du lac Oahe, l’un des plus grands lacs artificiels du monde. Développé pour le contrôle des inondations et l’irrigation, le lac est devenu une destination de pêche et de zones de loisirs populaires.

### Climat
Le climat de Pierre est continental, avec des hivers froids et des étés chauds. En janvier, la température maximale moyenne est de −2 °C et la température minimale moyenne est de −16 °C. En juillet, elles sont de 32 °C et de 17 °C, respectivement.
Records de température :
- température la plus élevée : 47,2 °C (47,2 °C), le 15 juillet 2006 ;
- température la plus basse : −37,2 °C (−37,2 °C), le 9 février 1994.

## Démographie
| Groupe            | Pierre | Dakota du Sud | États-Unis |
| ----------------- | ------ | ------------- | ---------- |
| Blancs            | 85,1   | 85,9          | 72,4       |
| Amérindiens       | 11,0   | 8,8           | 0,9        |
| Métis             | 2,4    | 2,1           | 2,9        |
| Asiatiques        | 0,6    | 0,9           | 4,8        |
| Afro-Américains   | 0,5    | 1,2           | 12,6       |
| Autres            | 0,5    | 1,0           | 6,2        |
| Total             | 100    | 100           | 100        |
|                   |        |               |            |
| Latino-Américains | 1,9    | 2,7           | 16,7       |

| 1890  | 1900  | 1910  | 1920  | 1930  | 1940  |
| ----- | ----- | ----- | ----- | ----- | ----- |
| 3 235 | 2 306 | 3 656 | 3 209 | 3 659 | 4 322 |

| 1950  | 1960   | 1970  | 1980   | 1990   | 2000   |
| ----- | ------ | ----- | ------ | ------ | ------ |
| 5 715 | 10 088 | 9 699 | 11 973 | 12 906 | 13 876 |

| 2010   | 2020   | - | - | - | - |
| ------ | ------ | - | - | - | - |
| 13 646 | 14 091 | - | - | - | - |

En 2010, la grande majorité des Amérindiens sont des Sioux, qui représentent 7,33 % de la population de la ville.
Selon l'American Community Survey, pour la période 2011-2015, 95,89 % de la population âgée de plus de 5 ans déclare parler l'anglais à la maison, 2,02 % déclare parler l'espagnol, 0,64 % le dakota, 0,57 % l'allemand et 0,88 % une autre langue.

## Transports
Le développement de Pierre a été influencé par la construction du Rapid City, Pierre and Eastern Railroad, qui traverse la ville d’est en ouest. Il a amélioré l’accès aux marchés pour les produits régionaux et le transport des passagers. Le chemin de fer traverse le fleuve Missouri sur le Chicago and North Western Railroad Bridge.
La ville est desservie par un aéroport régional, le Pierre Regional Airport (IATA : PIR, ICAO : KPIR, FAA LID : PIR). 

## Presse
Le quotidien local est le Capital Journal, publié depuis 1881.

## Personnalités liées à la ville
- Mike Rounds, homme politique, vit à Pierre ;
- John Thune, homme politique, est né à Pierre ;
- Doane Robinson, historien, est décédé à Pierre.

## Galerie photographique

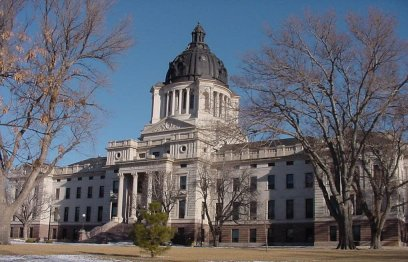
Capitole de l'État du Dakota du Sud.
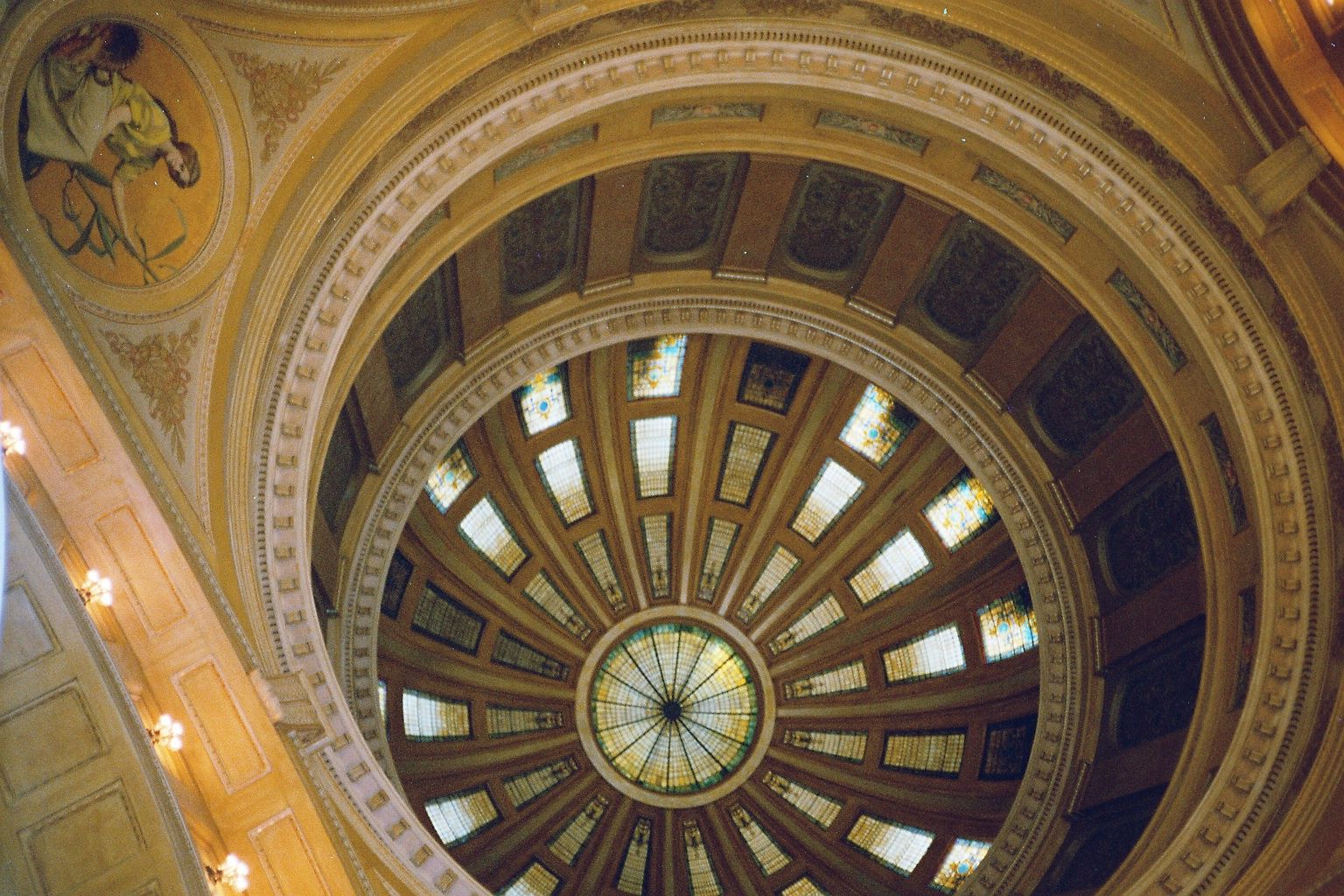
Dôme du Capitole.
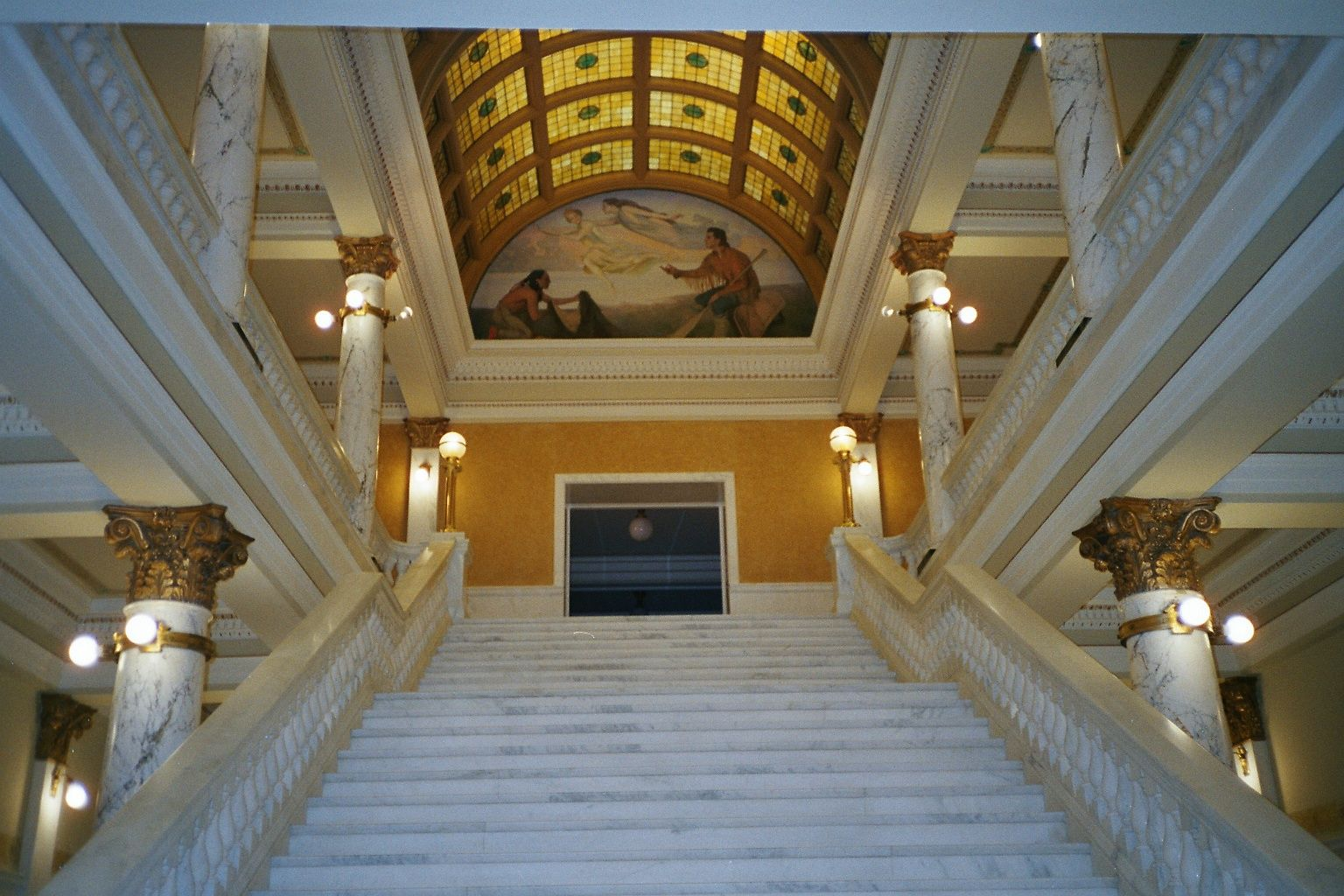
Intérieur du Capitole.
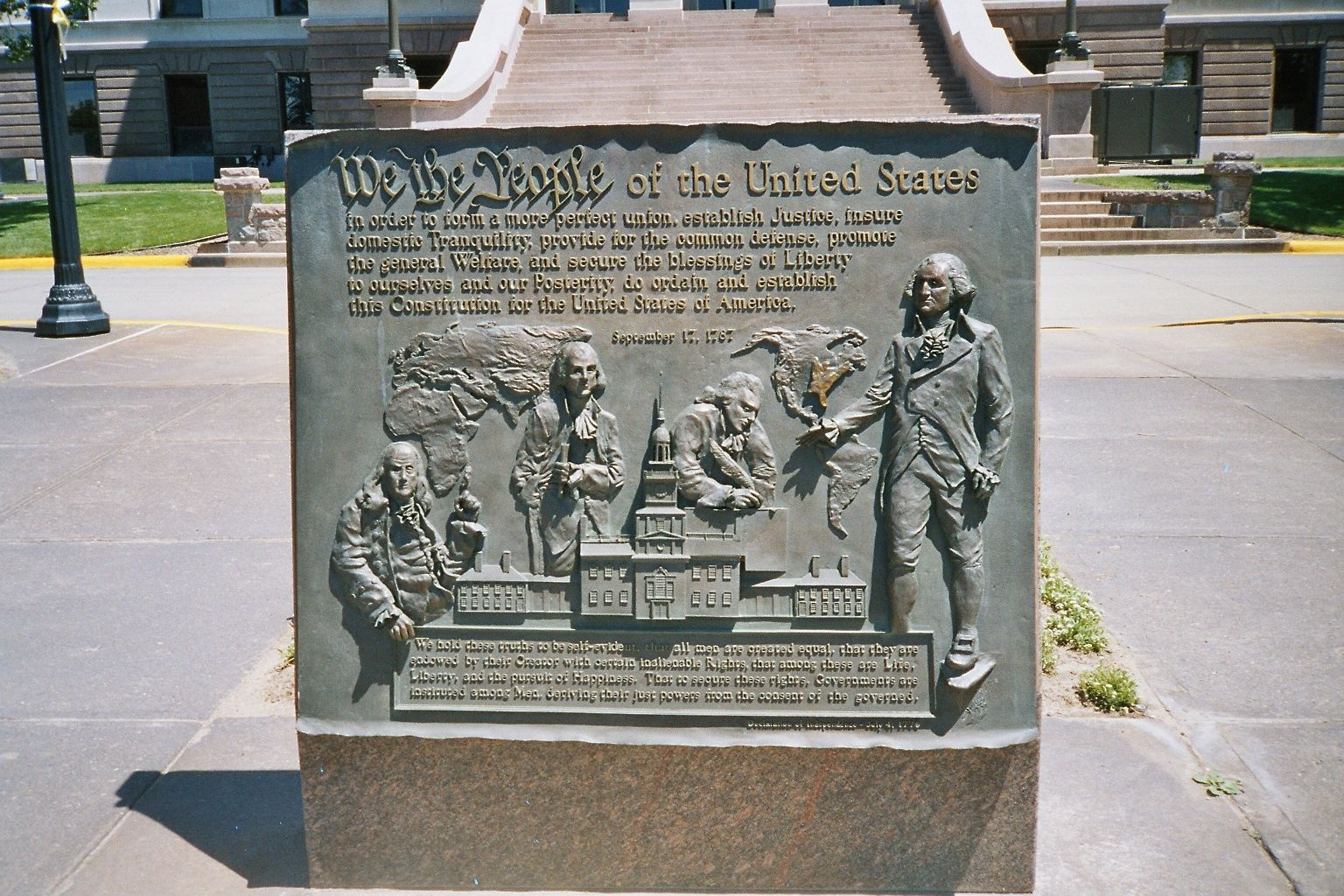
Plaque commémorant la Constitution des États-Unis devant le Capitole.